# 海神大兜蟲
海神大兜蟲（學名：Dynastes neptunus），是金龜科大兜蟲屬的一種。

## 特徵
成蟲體長最長紀錄為160mm。胸角基部有一對較小的角，外觀看似希臘神話中的海神波塞冬的武器「三叉戟」，所以稱為海神大兜蟲。雄蟲體長約50~160mm，雌蟲約45~70mm。

## 分布
海神大兜蟲分布於南美洲西北部，包括委內瑞拉、哥倫比亞、厄瓜多和秘魯。

## 習性
生活在高海拔的山上，喜好約20°C的溫度。在溫度高於23攝氏度的時候，可能導致幼蟲提早化蛹，在超過28攝氏度的時候就有可能導致幼蟲死亡，是相當不耐熱的種類。